# Meebo
Meebo是一個用AJAX編寫的網上即時通訊軟體，並與主要的即時通訊軟體，如：AOL、ICQ、Yahoo! Messenger、MSN Messenger、Jabber及Google Talk相容的系統，使用戶免除安裝即時通訊軟體之餘，就能與其他人保持聯繫。
Meebo服務於2005年9月4日開始運作，並於9月14日正式開放與公眾使用。
2012年6月5日Meebo方面證實了消息，表示會加入Google+的研發團隊，有傳是次收購金額高達1億美元。

## 成就
2006年6月，Meebo被PCWorld列為100大世界級產品。8月，Meebo被選為2006年度50大最酷的網站。

## 參看
- Gaim - Trillian - Miranda IM

## 外部連結
- Meebo em Português*
- Meebo login page
- meebo me widget （页面存档备份，存于）
- Meebo blog
- Meebo wiki
- Meebo forum